# Braulio Castillo Jr.
Braulio Castillo Jr. (né le 30 août 1958 à San Juan, Puerto Rico),  est un acteur portoricain, fils de l'acteur Braulio Castillo. Il  participe à des telenovelas, à des films et à des pièces de théâtre.

## Carrière
Peu de temps durant les années 1970, il est d'abord connu à Porto Rico pour des flashs d'information pour la chaîne WKBM-TV canal 11 à Caguas, devenu depuis Univision O&O WLII.
Castillo atteint une notoriété nationale à Porto Rico lorsqu'il participe en 1984 à la telenovela Coralito pour la chaîne à WKAQ-TV canal 2. Il partage alors la vedette avec l'acteur Mexicain, Salvador Pineda et l'actrice portoricaine Sully Diaz.  Ensuite, Castillo a le statut d'idole des jeunes à travers tout Porto Rico. En 1985, il est l'une des vedettes de la telenovelaTanairi, au côté de l'actrice Von Marie Mendez.
Après, Castillo joue dans de nombreuses telenovelas au Mexique, au Pérou et au Vénézuéla.
Dans les années 1990 il tient la vedette dans la sitcom,Tres Hombres y..., inspirée du film Trois Hommes et un bébé, au côté de Raymond Arrieta et de Alba Nydia Díaz sur le réseau WKAQ-TV Telemundo de Porto Rico. Castillo est également le héros de la telenovela Karina Montaner, face à  Giselle Blondet, diffusée sur le canal 4 de WAPA-TV à San Juan.  Pendant plusieurs années, Braulio est la veddete de séries en Colombie.
En 2003, Castillo joue dans le film Los Diaz de Doris, aux côtés de Cordelia Gonzalez et Velda González, Kidany Lugo et l'ancien joueur de baseball Cirilo Cruz.
En 2006, il joue le rôle de Zacks dans la comédie musicale A Chorus Line, au Centre de Arts de Caguas avec Marian Pabón et Daniela Droz, entre autres. Castillo est connu non seulement pour son jeu d'acteur mais aussi pour ses compétences en danse.
Depuis 2007, il co-anime un talk show matinal quotidien avec Mirayda Chavez et joue dans de nombreuses pièces de théâtre à San Juan.
En 2007 également, Castillo joue dans le film Ángel sous la direction de Jacobo Morales.
En 2011, on le retrouve à la première portoricaine de God of Carnage, la pièce de Yasmina Reza au Théâtre Tapia à San Juan.
En 2013, il est dans la version portoricaine de Jerry Herman, de La Cage Aux Folles où il incarne Georges au Centre des Arts "Luis A Ferré" à San Juan.
Début 2014, Castillo révèle qu'il a dû lutter contre un cancer de la prostate en 2011.

## Filmographie

### Telenovelas / Series
- 2012 : El Talismán : Renato Betancourt[2]
- 2010-2011 : Aurora : Gustavo Ponce de León[3]
- 2010 : El fantasma de Elena : Tomás Lafé
- 2008 : Al borde del deseo : Augusto
- 2006 : Dueña y Señora : Manuel Santa Rosa[4]
- 2005 : Fuego en el alma : Raúl, amant photographe
- 1999 : Cuando despierta el amor

### Films
- 2015 : Una Boda en Castañer
- 2004 : Desamores : Darío Rosales
- 2004 : R.I. : Rafael Pérez Marchand
- 1999 : Amores como todo los demás : Alberto Colorado
- 1999 : Los Díaz de Doris : Edgardo
- 1998 : Angelito mío : Ugo Leduc Ginger
- 1998 : Cuentos para despertar : Abelardo Díaz Alfaro[5]

## Théâtre
- Casa de mujeres
- Manos arriba
- Vidas Privadas
- La dama de alba
- 2014 : Las quiero a las dos[6]
- 2014 : Conversaciones con Mamá[7]